# Hermandad del Cristo del Amor (Jerez)
La Antigua, Venerable y Agustina Hermandad del Stmo. Cristo del Amor, Nuestro Padre Jesús Cautivo, Nuestra Señora de los Remedios y San Juan Evangelista es una hermandad de penitencia localizada en Jerez de la Frontera.

## Historia
Se funda en la Iglesia de San Juan de los Caballeros en 1940, y realiza su primera salida procesional en el año 1941. Únicamente procesionaba el Crucificado del Amor, y al pie de la cruz Nuestra Señora de los Remedios y San Juan.
En el año 1945 comienza a procesionar en el día que actualmente lo hace, el Martes Santo. En 1946 se añaden al misterio las figuras de dos romanos (obra de Antonio López Ramírez) y la Imagen de María Magdalena.
En 1969 se incorpora una nueva talla, El Señor Cautivo
El 10 de mayo de 1981 cayó un rayo en San Juan de los Caballeros, el cual resquebrajó la bóveda, hundió la escalera y provocó un incendio que se propagó por las dependencias de la hermandad, provocando la desaparición de muchas pertenencias, entre ellas el paso de palio. La hermandad fue acogida en el Convento de Santa María de Gracia, donde continuaban los cultos, mientras que su salida procesional se realizaba desde la Catedral, todo esto entre los años 1982 y 1987. En 1982 la Virgen de los Remedios vuelve al paso de misterio, mientras que la Virgen de Gracia volvió a susodicho Convento.
La hermandad tiene buena relación con otras jerezanas, especialmente la de las Cinco Llagas.

## Túnica
La túnica se compone de túnica de cola y antifaz blanco, con zapatillas y calcetines blancos. Sobre el antifaz la Cruz San Juan sobre fondo rojo. A la cintura cinturón de esparto de color rojo.

## Pasos

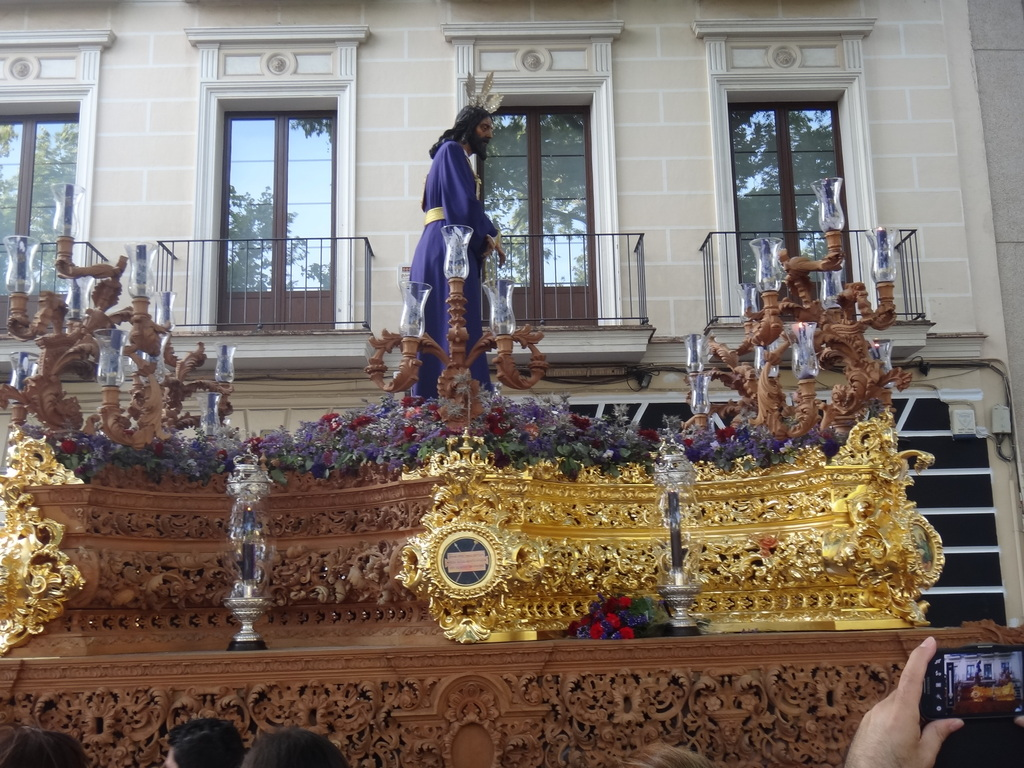
Paso de Jesús Cautivo

El primero de los pasos es el de Jesús Cautivo, en el cual se representa los momentos en que Jesús estuvo preso en la casa de Caifas, antes de llevarlo a Poncio Pilatos por primera vez.
El segundo de los pasos es el del Cristo del Amor, el cual representa el Stabat Mater, María llora desconsoladamente, acompañada de San Juan y las tres Marías a saber: María Magdalena, María de Cleofás y María Salomé; también aparece Longinos con rostro de arrepentimiento tras haber atravesado el costado de Cristo, y a su lado un romano porta el senatus.
Hasta 1981, también procesionó un paso de palio, con crestería de plata y bambalinas de terciopelo rojo.

## Sede
Actualmente su sede es la Capilla del Capilla del Cristo del Amor, en la calle San Juan. Aunque originalmente estuviese en San Juan de los Caballeros, y posteriormente, tras la caída del rayo en el templo estuviesen en el Convento de Santa María de Gracia.

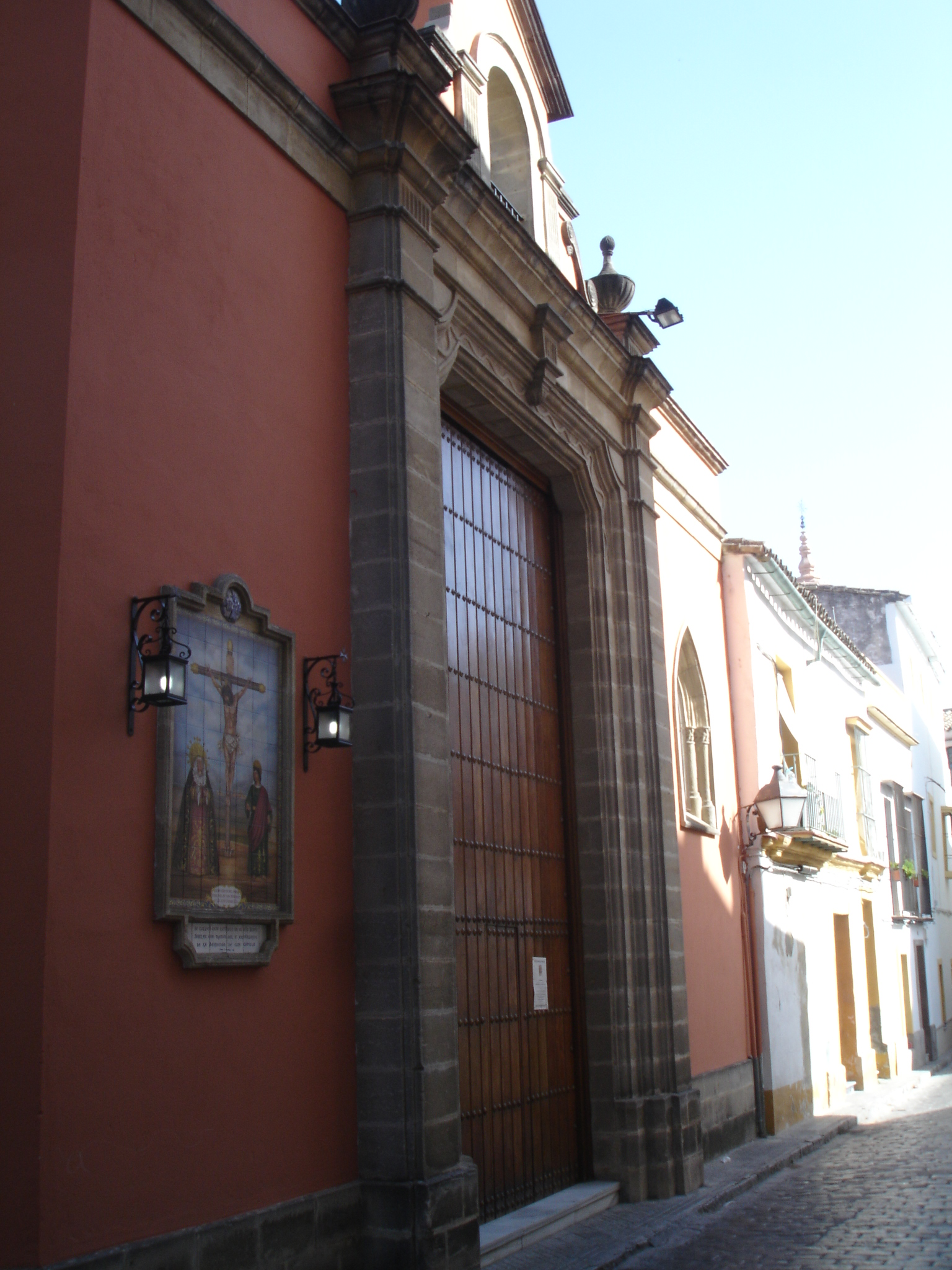
Capilla

## Paso por Carrera Oficial
| Predecesor: Defensión | Orden de entrada en Carrera Oficial (Martes Santo) 4.º lugar | Sucesor: Judíos de San Mateo |